# تناجر
تضم التناجر (sg. /[invalid input: 'icon']ˈtænədʒər/) فصيلة الطيور ثرايوبيد (Thraupidae) ضمن رتبة العصفوريات. وتتوزع هذه الفصيلة في الأمريكتين.
كان هناك حوالي 240 نوعًا من التناجر، إلا أن التناول التصنيفي لأعضاء هذه الفصيلة في حالة تقلب مستمر حاليًا. ومع خضوع عدد أكبر من هذه الطيور للدراسة باستخدام التقنيات الجزيئية الحديثة، من المتوقع أن يتم نقل بعض الأجناس إلى تصنيفات أخرى. وبالفعل الأنواع المندرجة ضمن جنسي يوفونيا (Euphonia) وكلوروفونيا (Chlorophonia) والتي كانت تعتبر يومًا ما جزءًا من فصيلة التناجر، أصبحت الآن تُعامل كأعضاء في فصيلة الشرشوريات (Fringillidae)، ضمن فصيلتها الفرعية يوفونينا (Euphoniinae). وبالمثل، فإن أجناس بيرانجا (Piranga) (والتي تتضمن التناجر القرمزية (Scarlet Tanager) وتناجر الصيف (Scarlet Tanager) والتناجر الغربية (Western Tanager)) وكلوروثراوبيس (Chlorothraupis) وهابيا (Habia) تبدو كأعضاء في فصيلة كردينال، وقد تمت إعادة تعيينها وإدراجها ضمن هذه الفصيلة بواسطة الاتحاد الأمريكي لعلماء الطيور (AOU).

## الوصف
التناجر هي طيور صغيرة إلى متوسطة الحجم. وأقصر الأنواع جسمًا هو الكونيبيل ذو الأذن البيضاء (White-eared Conebill) حيث يبلغ طوله 9 سنتيمترات (3.8 بوصات) ويبلغ وزنه 7 جرامات، وهو بالكاد أصغر من آكل العسل ذي المنقار القصير (Short-billed Honeycreeper). أما أطول الأنواع فهو تناجر العقعق (Magpie Tanager) حيث يبلغ طوله 28 سنتيمترًا (11 بوصة) ويبلغ وزنه 76 جرامًا (2.7 أونصة). أثقل الأنواع وزنًا هو التناجر أبيض الرأس (White-capped Tanager) والذي يبلغ وزنه 114 جرامًا (4 أونصات) ويبلغ قياس طوله حوالي 24 سنتيمترًا (9.5 بوصات). وعادة ما يكون لكلا الجنسين نفس الحجم والوزن. وفي أغلب الأحيان تكون طيور التناجر زاهية الألوان، إلا أن بعض الأنواع تكون باللونين الأسود والأبيض. وغالبًا ما تكون الطيور أبهت لونًا في عامها الأول أو ذات لون مختلف تمامًا. وفي العادة تكون الذكور أزهى لونًا من الإناث.
وتتميز معظم التناجر بأجنحة قصيرة مستديرة. ويبدو أن شكل المنقار يرتبط بعادات البحث عن الطعام التي تتبعها الأنواع.

## الحواشي
1. 1 2  IOC World Bird List Version 6.3 (بالإنجليزية), 21 Jul 2016, DOI:10.14344/IOC.ML.6.3, QID:Q27042747
2. ↑  IOC World Bird List. Version 7.2 (بالإنجليزية), 22 Apr 2017, DOI:10.14344/IOC.ML.7.2, QID:Q29937193
3. ↑  World Bird List: IOC World Bird List (بالإنجليزية) (6.4th ed.), International Ornithologists' Union, 2016, DOI:10.14344/IOC.ML.6.4, QID:Q27907675
4. ↑  Yuri & Mindell (2002)

## وصلات خارجية
- Jungle-walk.com Tanager pictures نسخة محفوظة 1 أبريل 2006 على موقع واي باك مشين.
- Tanager videos, photos and sounds on the Internet Bird Collection
- Thraupidae على مشروع الدليل المفتوح